# Parrish Peak
Parrish Peak är en bergstopp i Antarktis. Den ligger i Västantarktis. Chile gör anspråk på området. Toppen på Parrish Peak är 1 775 meter över havet, eller 450 meter över den omgivande terrängen. Bredden vid basen är 9,3 km.
Terrängen runt Parrish Peak är huvudsakligen kuperad, men åt sydväst är den platt. Trakten är obefolkad. Det finns inga samhällen i närheten. 